# ATP Estoril Open 2021
Estoril Open 2021 — тенісний турнір, що проходив на ґрунтових кортах у місті Кашкайш, Португалія з 26 квітня до 2 травня. Належав до категорії ATP 250.

## Фінальна частина

### Одиночний розряд
Альберт Рамос Віньолас —  Камерон Норрі 4–6, 6–3, 7–6(7–3)

### Парний розряд
Юго Нис /  Тім Пюц —  Люк Бембрідж /  Домінік Інглот 7–5, 3–6, [10–3]